# Дневник сельского священника (фильм)
«Дневник сельского священника» (фр. Journal d’un curé de campagne) — фильм режиссёра Робера Брессона, снятый в 1950 году по одноимённому роману Жоржа Бернаноса.

## Сюжет
В небогатый провинциальный приход (Амбрикур на севере Франции) прибывает молодой священник, только что закончивший семинарию (как и в книге, герой не имеет имени). Он полон планов, однако проблемы со здоровьем сильно мешают его служению. Вдобавок выясняется, что прихожане отнюдь не горят желанием что-то менять в своей жизни. Но, преодолевая силой духа свои физические немощи, кюре вступает в борьбу за души окрестных жителей.

## В ролях
- Клод Лейдю — кюре из Амбрикура
- Жан Ривейр — граф
- Андре Гибер — кюре из Торси
- Рашель Беран — графиня
- Николь Море — мадемуазель Луиза
- Николь Ладмираль — Шанталь
- Мартина Лемэр — Серафита
- Антуан Бальпетре — доктор Дельбенд
- Жан Дане — Оливье
- Гастон Северен — каноник
- Бернар Юбрен — Дюфрети

## Награды
- 1950 — Премия Луи Деллюка (Робер Брессон).
- 1951 — три приза Венецианского кинофестиваля: международный приз, премия итальянских кинокритиков, премия OCIC (все — Робер Брессон).
- 1952 — приз гильдии французских кинокритиков
- 1954 — номинация на премию BAFTA в категории «лучший иностранный актёр» (Клод Лейдю).
- 1954 — номинация на премию Национального совета кинокритиков США за лучший зарубежный фильм.

## Создание и художественные особенности
Режиссёр Робер Брессон приступил к работе над экранизацией романа Жоржа Бернаноса после того, как последний отверг сценарий, предложенный Жаном Ореншем (Jean Aurenche) и Пьером Бостом. После смерти Бернаноса в 1948 году проект оказался на грани отмены, однако благодаря поддержке редактора писателя Альбера Бегена (Albert Béguin) удалось закончить сценарий и получить финансирование от национального агентства Union Générale Cinématographique. К работе над картиной режиссёр привлёк непрофессиональных актёров, на роль главного героя из множества кандидатов (активных католиков) был выбран молодой бельгийский актёр Клод Лейдю. В течение года Брессон и Лейдю встречались каждое воскресение для обсуждения роли, актёр даже жил некоторое время в монастыре. Кроме того, при создании фильма использовался живой звук и многочисленные натурные съёмки. Особенностью эстетики фильма является создание атмосферы духовного поиска главного героя, что достигается не за счёт построения сюжета, а за счёт тщательно подобранных деталей, музыки, выстраивания ритма смены сцен. В результате рассказ о жизни героя в дневнике предстает в виде своеобразной медитации, когда постоянное прерывание событий голосом за кадром и исписанными страницами дневника создаёт ощущение не столько рассказа о происходящем, сколько рефлексии героя на события. Выбор обстановки, в которой живут персонажи, и освещения способствует созданию соответствующей атмосферы в сценах. Нина Цыркун описывала особенности фильма следующим образом: «Форма дневника позволила оправдать свойственное Брессону пренебрежение к реальному течению времени и помогла зрителю погрузиться в то истинно значимое время, в котором подсознательно жил герой фильма. В сущности неясно, сколько хронологического времени протекло на экране, но это совершенно безразлично — оно длится как одна нескончаемая осень…»

## Оценки
«Дневник сельского священника» был одной из любимых кинокартин Андрея Тарковского, который прямо называл творение Брессона «великим фильмом».